# Billy Warlock
Billy Warlock (Gardena (Californië), 26 maart 1961) is een Amerikaans acteur.
Zijn eerste grote televisierol was die van Flip, de broer van Roger in het 9e en 10e seizoen van Happy Days. 
Van 1986 tot 1988 speelde hij de rol van Frankie Brady in Days of our Lives, daarna behoorde hij tot de originele cast van Baywatch waar hij redder Eddie Kramer speelde. Hij raakte bevriend met collega Erika Eleniak, die Shauni speelde. Hun vriendschap sloeg om in liefde, maar hun liefde kon niet standhouden omdat Billy te jaloers was. De twee personages verdwenen uit de serie, na het eerste seizoen keerde Billy ook kort terug naar Days. Ook speelde Billy in 1989 in de film Society van horrormeester Brian Yuzna. In 1994 vertolkte hij de hoofdrol van Lyle Menendez in de televisiefilm Honor Thy Father and Mother: The True Story of the Menendez Murders.
In 1997 kreeg hij de rol van A.J. Quartermaine in General Hospital aangeboden nadat Sean Kanan de rol moe was. Hij speelde de rol tot december 2003. In 2005 keerde hij kort terug naar de show om er dan vermoord te worden. Enkele maanden later nam hij zijn rol van Frankie Brady opnieuw op in Days. Na enkele maanden kwam zijn personage minder aan bod. Nadat Days een nieuwe hoofdschrijver aangesteld had, werden verschillende personages uit de serie geschreven en nadat Melissa Reeves zelf vertrokken was en Matthew Ashford daardoor ook gedwongen moest weggaan, was er voor Warlock geen plaats meer in Salem. Eind maart 2007 werd bekend dat hij naar een andere soap overstapte, The Young and the Restless voor de nieuwe rol van Ben Hollander.
In 2003 speelde hij ook mee in de reüniefilm Baywatch: Hawaiian Wedding.
Warlock trouwde in augustus 2006 met zijn collega uit Days of our Lives Julie Pinson.